# نهر، علفزار و چهره‌های دوست‌داشتنی
نهر، علفزار و چهره‌های دوست‌داشتنی (عربی مصری: الماء والخضرة والوجه الحسن) یک فیلم به کارگردانی یسری نصرالله است که در سال ۲۰۱۶ منتشر شد. از بازیگران آن می‌توان به لیلا علوی اشاره کرد.